# Drino piceiventris
Drino piceiventris là một loài ruồi trong họ Tachinidae.